# Royal Racing Club Tournaisien
El Royal Racing Club Tournaisien fou un club de futbol belga de la ciutat de Tournai, Hainaut.

## Història
El club va ser fundat l'any 1908 com a Racing Club Tournaisien, ingressant a la Federació un any més tard amb número de matrícula 36. L'any 1936 li fou atorgat el títol de reial esdevenint Royal Racing Club Tournaisien. La temporada 1955-56 es proclamà campió de copa en derrotar el R.C.S. Verviétois per 2 a 1. Precisament l'any 1955 ascendí per primer cop a segona divisió i la temporada 1958-59 pujà a primera. Descendí en finalitzar la temporada, baixant a la tercera categoria el 1970. L'any 2002 es fusionà amb el seu rival ciutadà, el Royal Union Sportive Tournaisienne, naixent el R.F.C. Tournai.

## Palmarès
- Copa belga de futbol:
  - 1955-56
- Tercera divisió belga:
  - 1938-39, 1951-52, 1954-55, 1966-67
- Quarta divisió belga:
  - 1979, 1996
- Trophée Jules Pappaert:
  - 1958, 1967
- Trophée Breitling:
  - 1952